# Хайнрих XXII (Ройс стара линия)
Хайнрих XXII Ройс-Грайц (на немски: Heinrich XXII Fürst Reuss zu Greiz; * 28 март 1846, Грайц; † 19 април 1902, Грайц) е управляващ княз на Княжество Ройс-Грайц, старата линия (1859 – 1902), граф и господар на Плауен, господар на Грайц, Кранихфелд, Гера, Шлайц, Лобенщайн.

## Биография
Той е вторият син на княз Хайнрих XX Ройс-Грайц (1794 – 1859) и втората му съпруга принцеса ландграфиня Каролина фон Хесен-Хомбург (1819 –1872), дъщеря на австрийския генерал ландграф Густав фон Хесен-Хомбург (1781 – 1848) и принцеса Луиза фон Анхалт-Десау (1798 – 1858).
Понеже по-големият му брат Хайнрих XXI умира през 1844 г. Хайнрих наследява баща си на 8 ноември 1859 г. Майка му Каролина фон Хесен-Хомбург управлява като опекун от 1859 до 1867 г. за синът си до неговия 21-ви рожден ден. През Австрийско-пруско-италианската война 1866 г. тя е против прусите и затова те окупират Грайц. Каролина трябва да напусне регентството си преди пълнолетието на сина си. На 28 март 1867 г. Хайнрих XXII поема управлението и дава първо Конституция на своето княжество.
Въпреки съмненията му към Прусия Хайнрих става шеф на II. батальон на сухопътния регимент Нр. 96, генерал на инфантерията и от 3 ноември 1892 г. рицар на Ордена на Черния Орел.
Хайнрих XXII Ройс-Грайц умира на 56 години на 19 април 1902 г. в Грайц. Неговият син Хайнрих XXIV не може да управлява, заради произшествие като дете, управлението поема родът Ройс млада линия.

## Фамилия
Хайнрих XXII Ройс-Грайц се жени на 8 октомври 1872 г. в Бюкебург за принцеса Ида фон Шаумбург-Липе (* 28 юли 1852, Бюкебург; † 28 септември 1891, Грайц), дъщеря на княз Адолф I Георг фон Шаумбург-Липе (1817 – 1893) и принцеса Хермина фон Валдек-Пирмонт (1827 – 1910). Те имат децата:
- Хайнрих XXIV Ройс-Грайц (* 20 март 1878, Грайц; † 13 октомври 1927, Грайц), княз на Ройс-Грайц, неженен
- Емма Каролина Хермина Мария Ройс-Грайц (* 17 януари 1881, Грайц; † 6 декември 1961, Еренбург), омъжена на 14 май 1903 г. в Грайц за граф Ерих Густав Карл Готфрид Кюнигл фон Еренбург (* 20 юни 1880, Еренбург; † 3 декември 1930, Брунико, Италия)
- Мария Агнес Ройс-Грайц (* 26 март 1882, Грайц; † 1 ноември 1942, Клагенфурт), омъжена на 4 февруари 1904 г. в Грайц за фрайхер Фердинанд фон Гнагнони (* 6 септември 1878, Алтмюнстер; † 8 юли 1955, Клагенфурт)
- Каролина Елизабет Ида Ройс-Грайц (* 13 юли 1884, Грайц; † 17 януари 1905, Ваймар), омъжена на 30 април 1903 г. в Бюкебург за велик херцог Вилхелм Ернст фон Саксония-Ваймар-Айзенах (* 10 юни 1876, Ваймар; † 24 април 1923, Хайнрихау), син на наследствения велик херцог Карл Август фон Саксония-Ваймар-Айзенах (1844 – 1894)
- Хермина Ройс-Грайц (* 17 декември 1887, Грайц; † 7 август 1947, Паулиненхоф при Франкфурт на Одер), омъжена I. на 7 януари 1907 г. в Грайц за Йохан Георг фон Шьонайх-Каролат (* 11 септември 1873, Саабор; † 7 април 1920, Вьолфелсгрунд), II. на 5 ноември 1922 г. в Доорн, Нидерландия, за бившия кайзер и пруски крал Вилхелм II (* 27 януари 1859, Берлин; † 4 юни 1941, Доорн, Нидерландия)
- Ида Емма Антоанета Шарлота Виктория Ройс-Грайц (* 4 септември 1891, Грайц; † 29 март 1977, Ортенберг), омъжена на 7 ноември 1911 г. в Грайц за 3. княз Кристоф Мартин фон Щолберг-Росла (* 1 април 1888, Росла; † 27 февруари 1949, Ортенбург)